# Комсомольское городское поселение (Ивановская область)
Комсомольское городско́е поселе́ние — муниципальное образование в Комсомольском районе Ивановской области Российской Федерации.
Административный центр — город Комсомольск.

## История
Статус и границы городского поселения установлены Законом Ивановской области от 25 февраля 2005 года.

## Население
| 2002  | 2010  | 2011  | 2012  | 2013  | 2014  | 2015  |
| ----- | ----- | ----- | ----- | ----- | ----- | ----- |
| 9595  | ↘8693 | ↘8667 | ↗8679 | ↗8725 | ↘8631 | ↘8561 |
| 2016  | 2017  | 2018  | 2019  | 2020  | 2021  |       |
| ↘8466 | ↘8366 | ↘8189 | ↘8058 | ↘8023 | ↗8364 |       |

## Состав городского поселения
| № | Населённый пункт | Тип населённого пункта        | Население |
| - | ---------------- | ----------------------------- | --------- |
| 1 | Комсомольск      | город, административный центр | ↗8364     |